# Meråker (plaats)
Meråker ("Midtbygda") is een plaats in de Noorse gemeente Meråker, provincie Trøndelag. Meråker telt samen met Nygården en Tømmermoen 936 inwoners (2007) en heeft een oppervlakte van 1,9 km².

## Geboren
- Emil Iversen (1991), langlaufer